# Rókalepke
A rókalepke (Nymphalis) a lepkék (Lepidoptera) rendjéhez sorolt tarkalepkefélék (Nymphalidae) családjának egyik neme. Korábbi alnemeit (Inachis, Polygonia, Kaniska) az újabb kutatási eredmények önálló nemekként sorolják be. A nem talán legismertebb faját, a kis rókalepkét (Aglais urticae) is máshogy sorolják be, ezért találhatjuk meg más néven is (Nymphalis urticae, Papilio urticae).